# Municipio de Fulton (condado de Fulton)
El municipio de Fulton (en inglés: Fulton Township) es un municipio ubicado en el condado de Fulton en el estado estadounidense de Arkansas. En el año 2010 tenía una población de 1049 habitantes y una densidad poblacional de 8,78 personas por km².

## Geografía
El municipio de Fulton se encuentra ubicado en las coordenadas 36°23′20″N 91°59′45″O / 36.38889, -91.99583. Según la Oficina del Censo de los Estados Unidos, el municipio tiene una superficie total de 119.44 km², de la cual 119,06 km² corresponden a tierra firme y (0,32 %) 0,38 km² es agua.

## Demografía
Según el censo de 2010, había 1049 personas residiendo en el municipio de Fulton. La densidad de población era de 8,78 hab./km². De los 1049 habitantes, el municipio de Fulton estaba compuesto por el 97,81 % blancos, el 0,38 % eran afroamericanos, el 0,1 % eran amerindios, el 0,19 % eran de otras razas y el 1,53 % eran de una mezcla de razas. Del total de la población el 0,76 % eran hispanos o latinos de cualquier raza.